# Alexander Graham Bell
Alexander Graham Bell, född 3 mars 1847 i Edinburgh, Skottland, död 2 augusti 1922 på Beinn Bhreagh nära Baddeck i Nova Scotia, var en skotsk-kanadensisk-amerikansk uppfinnare och dövlärare. Han var son till Alexander Melville Bell.

## Biografi
Alexander Graham Bell var professor i Boston i talorganens fysiologi. Han var under hela sitt liv intresserad av att hjälpa hörselskadade och döva människor. Tillsammans med fadern arbetade han med talmetoder och den av honom utvecklade fonetiska skriftens utveckling. För att göra talet ännu mer synbart för de döva konstruerade han en liten pappcylinder med ett gummimembran spänt över, något som anses vara en tidig mikrofon. 

### Telefonen
En representant för Bell lämnade på förmiddagen den 14 februari 1876 in en patentansökan om telefonen till patentmyndigheten i Washington D.C. Bara några timmar senare samma dag lämnade dock den konkurrerande uppfinnaren Elisha Gray in patenthandlingar till sin egen variant av telefonen, och detta medförde ett dröjsmål innan Bell fick sitt patent godkänt.
Vare sig Bell eller Gray var dock först på plan. 1854 framlade Charles Bourseul ett förslag till elektrisk talöverföring i telegraflinjen. Italienaren Antonio Meucci uppfann en fungerade elektromagnetisk telefon 1856 men saknade ekonomi för att patentsöka och försvara sin uppfinning. Den 15 juni 2002 erkände amerikanska representanthuset (amerikanska kongressens) resolution 269), vilken angav Meucci som telefonens uppfinnare. Kanadas parlament (Bell Canada – senare Nortel – blev senare en bas för landets telekommunikationsindustri) utfärdade dock en motresolution som erkände Bell som telefonens uppfinnare.
Telefonen blev snabbt en succé, och redan 1878 kunde Bell sätta upp den första telefonväxeln i New Haven, Connecticut i USA. Han startade tillsammans med sin svärfar Gardiner Greene Hubbard och ytterligare en finansiär Thomas Sanders telefonföretaget "Bell Telephone Company, Gardiner G.Hubbard, Trustee" som senare blev Bell System.

### Övriga gärningar
Tillsammans med sin assistent Charles Sumner Tainter uppfann Bell även fotofonen, en anordning för att överföra ljud med en ljusstråle. Till främjande av dövundervisningen grundade Bell ett flertal institutioner, bland annat Volta Bureau i Washington.

## Eftermäle
Enheten decibel är uppkallad efter Bell.

## Porträtteringar på film och tv
- Filmen Triumf (1939) är baserad på hans liv och verk. Don Ameche gestaltar Bell och Loretta Young hans hustru Mabel Hubbard Bell.
- Fantasyfilmen The Story of Mankind (1957) med Jim Ameche (bror till Don Ameche) som Bell.
- Biografisk TV-film The Sound and the Silence (1992) med John Bach i rollen som Alexander Graham Bell.